# Bermuda Cricket Board
Il Bermuda Cricket Board (BCB) è la federazione nazionale di cricket di Bermuda.

## Storia
Nonostante le ridotte dimensioni dell'arcipelago, la vicinanza con le Indie Occidentali Britanniche ha reso il cricket un gioco molto popolare e infatti la federazione è nata addirittura nel 1938, essendo anche tra i primi paesi ad entrare nell'International Cricket Council nel 1966.